# Okres Cahul
Cahul je okres v jižním Moldavsku. Žije zde okolo 119 000 obyvatel a jeho sídlem je město Cahul. Na západě sousedí s Rumunskem, na severu s okresem Cantemir a s částečně autonomním regionem Gagauzsko. Na východě pak s okresem Taraclia.
V okrese Cahul se nachází vesnice Holubinka založená v 19. století Čechy z ukrajinského Čechohradu. Vesnice dnes tvoří centrum českých krajanů v Moldavsku.